# Römershager Forst-Nord
Römershager Forst-Nord är ett kommunfritt område i Landkreis Bad Kissingen i Regierungsbezirk Unterfranken i förbundslandet Bayern i Tyskland.